# Mara (Spagna)
Mara è un comune spagnolo di 202 abitanti situato nella comunità autonoma dell'Aragona. Nel suo territorio municipale, e in parte di quello di Belmonte de Gracián, sorgeva la città celtibera, poi romana, di Segeda.